# Riad Yunes
Riad Yunes (ur. 14 września 1928 w Santo Domingo) – dominikański strzelec, olimpijczyk. 
Brał udział w igrzyskach olimpijskich w 1968 (Meksyk) i 1972 (Monachium). Na obu startował w skeecie, w którym zajmował odpowiednio: 48. i 58. miejsce.

## Wyniki olimpijskie
| Igrzyska | Konkurencja | Wynik       | Miejsce    | Źródło |
| -------- | ----------- | ----------- | ---------- | ------ |
| IO 1968  | Skeet       | 170 punktów | 48 (na 52) | [ 1 ]  |
| IO 1972  | Skeet       | 166 punktów | 58 (na 63) | [ 2 ]  |